# Lauren Jackson
Lauren Elizabeth Jackson (Albury, 11 maggio 1981) è un'ex cestista australiana, professionista nella WNBA.
Nel 2021 è stata inserita fra i membri del Naismith Memorial Basketball Hall of Fame.

## La carriera in Australia
Entrambi i genitori, Gary Jackson e Maree Bennie, hanno fatto parte della nazionale australiana di pallacanestro e l'hanno avviata al basket quando aveva solo quattro anni. 
Le sue doti eccezionali erano già visibili durante il periodo del liceo al Murray High School (Albury), da lì andò all'istituto australiano dello sport a Canberra.
A solo sedici anni giocò per la squadra femminile australiana, le Opals.

## La carriera internazionale
Alle Olimpiadi del 2000 a Sydney, Lauren Jackson registra 20 punti e 13 rimbalzi nella sconfitta contro gli USA per la medaglia d'oro. La medaglia d'argento che si aggiudicarono fu la prima per una squadra di basket australiana in una competizione internazionale.
Ad Atene nel 2004, la nazionale australiana di pallacanestro fu sconfitta in finale dalla squadra olimpica degli Stati Uniti.
Nel 2008 alle Olimpiadi di Pechino, gli Opals registrano ancora una sconfitta in finale contro gli Stati Uniti, portando a casa un'altra medaglia d'argento olimpica.
Nel 2006 a Melbourne, durante i Commonwealth Games, dove fronteggiarono la Nuova Zelanda in finale aggiudicandosi la partita e la medaglia d'oro.
Ai Campionati mondiali femminili di pallacanestro del 2006 in Brasile, la nazionale australiana capitanata dalla Jackson, vincerà la medaglia d'oro dopo aver sconfitto ai quarti la Francia, in semifinale i padroni di casa del Brasile e in finale la nazionale Russa.

## La carriera americana
Quando si dichiarò disponibile per il draft WNBA del 2001, fu in automatico selezionata alla prima scelta dalle Seattle Storm dove gioca ancora adesso.
Lauren Jackson è molto efficace in attacco, combinando la sua altezza e il suo ottimo tiro, anche dietro la linea dei tre punti (fu la giocatrice con la più alta percentuale al tiro da tre nella stagione 2004). 
Inizialmente il suo unico punto debole era la difesa, ma anche in quell'aspetto Lauren migliorò così tanto che nel 2007 ricevette il premio come "miglior difensore dell'anno".
Nel 2003, nonostante le sue Seattle Storm non arrivarono ai play-off, fu votata come WNBA Most Valuable Player (MVP), ovvero miglior giocatrice della stagione.
Nel 2004 le Storm vinsero il campionato WNBA e Lauren era ancora in lista come MVP e lo sarebbe stata anche nella stagione successiva, e nell'aprile 2006, firmerà un contratto per tre anni con le Seattle Storm.
Il 24 luglio 2007, Lauren segnò 47 punti (record personale e WNBA) nella sconfitta ai tempi supplementari contro Washington.
Il 6 settembre 2007, Lauren divenne per la seconda volta MVP, segnando una media di 23,8 punti a partita, 9,7 rimbalzi e 2 stoppate, e fu inoltre nominata come giocatore della settimana per ben 5 volte.
Attualmente studia Psicologia presso Lomonosov Moscow State University e continuerà via corrispondenza dall'America; una volta finita la carriera cestistica vorrebbe lavorare come assistente sociale.

## Curiosità
- La Jackson posò nuda per una rivista Australiana Black+White, che conteneva foto degli atleti selezionati per l'Olimpiade del 2004 ad Atene, e inoltre posò per l'edizione del 2005 di Sport Illustrated Swimsuit Issue.
- Lauren Jackson si fece promotrice di una campagna contro le violenza domestiche.
- La Jackson ha una mini collezione di tatuaggi, tra cui: la scritta "mamma" sulla parte inferiore della schiena, un logo di Marilyn Manson sull'anca destra, un angelo sul suo polso destro e un diavolo su quello sinistro, entrambi con sembianze femminili, ma con ali diverse.
- Lauren è stata al centro dell'attenzione nelle olimpiadi del 2008 a Pechino, per un presunto flirt con il giocatore della nazionale cinese e stella NBA negli Houston Rockets, Yao Ming.

Tra i due c'è stato un abbraccio affettuoso davanti a una schiera di fan intenti a fotografare l'evento.
La giocatrice smentirà successivamente qualsivoglia voce su una loro possibile relazione, affermando che tra di loro c'è solo un rapporto di amicizia.

## Palmarès

### Squadra
- Campionato mondiale: 1
Nazionale australiana: Brasile 2006.
- Campionato WNBA: 2

Seattle Storm: 2004, 2010

### Individuale
- WNBA Most Valuable Player: 3

2003, 2007, 2010
- WNBA Finals Most Valuable Player

2010
- WNBA Defensive Player of the Year: 1

2007
- 7 volte All-WNBA First Team (2003, 2004, 2005, 2006, 2007, 2009, 2010)
- All-WNBA Second Team (2008)
- 2 volte WNBA All-Defensive First Team (2007, 2009)
- 3 volte WNBA All-Defensive Second Team (2005, 2008, 2010)
- 3 volte migliore marcatrice WNBA (2003, 2004, 2007)
- Migliore rimbalzista WNBA (2007)